# Fernando Augusto Pereira da Silva
Fernando Augusto Pereira Silva (Messines, 13 de Janeiro de 1871 - Lisboa, 3 de Novembro de 1943), oficial da marinha, administrador colonial e Ministro da Marinha nos últimos governos da Primeira República. Como Ministro da Marinha teve um importante papel na derrota do golpe nacionalista de Sinel de Cordes, intentado a 18 de Abril de 1925. Exercia as funções de Ministro da Marinha, no governo de António Maria da Silva, aquando do golpe de 28 de Maio de 1926.

## Biografia
Fernando Augusto Pereira da Silva nasceu em Messines a 13 de Janeiro de 1871. Foi filho de um oficial do Exército, sendo cedo destinado à carreira militar. Para tal fez estudos preparatórios em Lisboa, ingressando na Escola Naval em 1889.
Fez a sua primeira saída para o mar, ainda como aspirante, em 1893, numa viagem à então África Oriental Portuguesa, escalando diversos portos das possessões africanas portuguesas. Promovido a guarda-marinha a 20 de Julho daquele ano, é destacado para a corveta Rainha de Portugal, então afecta à Divisão Naval do Índico, sediada em Moçambique.
Durante a sua permanência no Índico, dá-se o ressurgimento da resistência à presença portuguesa em Moçambique, com os povos vátua liderados pelo rei Gungunhana, ou Ngungunhane como era conhecido entre os tsongas, a pegarem em armas contra a crescente penetração dos portugueses no seu território. Neste contexto, a recém-criada (município e vila em 1875; cidade em 1887) cidade de Lourenço Marques é ameaçada por forças comandadas pelo régulo Mahazuli, levando a que o grosso das forças navais portuguesas fosse destacado para a sua defesa.
A bordo da Rainha de Portugal, Pereira da Silva chega à baía de Lourenço Marques a 9 de Setembro. O primeiro ataque ocorreu na noite de 23 de Setembro, sendo rechaçado mas com grandes baixas de parte a parte. Os ataques sucederam-se durante o mês de Outubro, apenas cessando com a chegada da expedição de socorro entretanto enviada de Lisboa.
Promovido a segundo-tenente em 7 de Dezembro de 1895, depois de uma passagem pela fiscalização e defesa costeira metropolitana, Pereira da Silva regressa a Moçambique, assumindo a 23 de Junho de 1896 o comando da a canhoneira Obús, integrando a Esquadrilha do Zambeze.
No ano seguinte é transferido para a Divisão Naval do Atlântico Sul, em Angola, e depois para o Algarve, onde permanece de 1898 a 1901, ano em que é nomeado encarregado do serviço de electricidade do novel cruzador Rainha D. Amélia.
No Rainha D. Amélia participa na viagem real aos Açores e Madeira, acompanhando o rei D. Carlos e a rainha D. Amélia no seu périplo triunfal pelas ilhas atlânticas, e depois na viagem do príncipe herdeiro às colónias.
Em 1904, depois de concluído o curso de torpedos e electricidade, integra pela primeira vez uma comissão destinada a planear a reorganização naval, mas permanece nela pouco tempo já que em 1905 regressa à guarnição do Rainha D. Amélia. Já primeiro-tenente, assume interinamente o comando do Rainha D. Amélia e depois do D. Estefânia, então desarmado e fundeado permanentemente no Douro a servir como escola de marinharia.
Já colocado em Lisboa, quando eclode a Revolução de 5 de Outubro de 1910, assume um papel de neutralidade colaborante com as forças republicanas, recusando-se a intervir em defesa do governo. Esta atitude leva que seja quase de imediato chamado a participar novamente na comissão de planeamento da reorganização naval, da qual foi nomeado presidente a 2 de Novembro de 1910. Participa também nas comissões que estudam a criação de um novo arsenal e a introdução da rádio nas comunicações navais.
Teve um papel relevante na revolta militar de 14 de Maio de 1915 que destituiu o governo do general Joaquim Pimenta de Castro e instalou a efémera "Junta Constitucional de 1915" que governou Portugal até à tomada de posse de governo presidido por José Ribeiro de Castro. Cabe a Pereira da Silva proceder à prisão de Pimenta de Castro, que, acompanhado por ele, recolhe a bordo do cruzador Vasco da Gama. Desta permanência forçada de Pereira da Silva a bordo do Vasco da Gama resultou o estabelecimento de uma sólida relação de amizade com Leotte do Rego, então comandante do navio e figura grada da revolta, que o convidará para imediato.
Iniciada a participação portuguesa na I Guerra Mundial, a partir do início de 1917, então capitão-tenente com o comando do contratorpedeiro Douro, passa a participar em viagens de escolta dos transportes de tropas portuguesas para o teatro de guerra e visita Ponta Delgada onde então se instalava a Base Naval Americana, insistindo em fundear frente à cidade para melhor ressaltar a presença do navio português face aos vasos de guerra norte-americanos atracados no molhe. A 24 de Setembro de 1917 enfrentou um submarino alemão. No termo da guerra recebeu o colar da Ordem da Torre e Espada pelo seu brilhante desempenho.
Na continuação do seu labor de planeamento naval, chefiou a missão destinada à aquisição de cruzadores, cabendo-lhe o comando inaugural do cruzador Carvalho Araújo, o seu último comando de mar.
Tendo granjeado grande reputação na área do planeamento naval e da geoestratégia, depois de funções no estado-maior naval, é convidado por Álvaro de Castro para o lugar de Ministro da Marinha, cargo que assume a 18 de Dezembro de 1923.
Como ministro da marinha, apesar da crescente instabilidade política e social que se vivia em Portugal, desencadeia um plano de reformas, alicerçado nos seus anteriores estudos na área do planeamento naval, que lhe granjeiam grande respeito entre os militares e entre os políticos. Tal explica o extraordinário feito de se ter mantido no cargo de Ministro da Marinha de 1923 a 1926, pertencendo a sete governos consecutivos diferentes, apenas terminando o seu mandato com o golpe de 28 de Maio de 1926.
Neste período a Marinha destaca-se pelo seu dinamismo e pelas proezas alcançadas: criação de uma força aeronaval coerente, exercícios e manobras diversas, conjugando forças submarinas, de superfície e aéreas, e ainda a aquisição e completamento de algumas unidades navais, feito notável dada a crise permanente em que Portugal vivia. Foi notável a reorganização das forças navais nas colónias, com a criação da Divisão Naval Colonial que em Agosto de 1924 iniciou, com intensa cobertura mediática, um périplo de África que se prolonga até Junho do ano seguinte.
Também no âmbito da reforma da Armada de 1924, depois conhecida pela reforma Ministro Pereira da Silva, aparece pela primeira vez na Armada, a Brigada de Mecânicos, uma das três brigadas então criadas, à qual competia, além das funções de instrução geral e militar, a função de ensino técnico nos ramos de torpedos, electricidade, radiotelegrafia e máquinas, para além da instrução técnica complementar aos engenheiros maquinistas, de forma a habilitá-los aos desempenhos das funções de chefes do serviço de máquinas em qualquer navio da armada.
No que respeita à formação militar, reorganizou a Escola Naval, que então passou a dispor de internato, e criou a Escola Náutica, separando a formação militar da civil. Na Escola naval são introduzidos novas técnicas de selecção e reformuladas as viagens de instrução a bordo.
A introdução de um navio escola na Armada é um dos mais importantes e duradouros legados de Pereira da Silva. Utilizando um veleiro alemão capturado a 1 de Março de 1916 no porto da Horta, Açores, aquando da entrada de Portugal na I Guerra Mundial, e que entretanto tinha sido entregue aos Transportes Marítimos do Estado, Pereira da Silva consegue que o navio seja a 14 de Maio de 1924, depois de ter sido entregue ao Ministério da Marinha, classificado como navio-escola, recebendo o nome Sagres (foi o primeiro navio-escola deste nome, antepassado do actual do mesmo nome, e hoje é o navio-museu Rickmer Rickmers no porto de Hamburgo).
Com o recrudescer da instabilidade política, sucedem-se as tentativas de golpe militar, sendo de destacar o que ocorreu a 18 de Abril de 1925, jugulado em boa parte pela intervenção de Pereira da Silva. Novamente, a 18 de Julho de 1925, eclode nova tentativa de golpe, pelo que na madrugada de 19 de Julho de 1925, dirige-se num rebocador ao cruzador Carvalho Araújo, onde se junta aos mais altos responsáveis da Armada. Consultados, determinou a saída, ao amanhecer, do grosso da esquadra surta no Tejo, seguindo o plano de manobras previsto e isolando o revoltoso Vasco da Gama, que acabou por se render enquanto rumavam ao Algarve. Estava dominada nova intentona, mas o fim da I República estava iminente.
O seu último acto oficial como ministro, e o cumprimento de uma promessa ao seu par das Colónias, foi mergulharem num submersível durante os exercícios conjuntos do Hidra, do Golfinho e do Foca, onde embarcaram.  No dia seguinte, participa, leal a si e ao governo, no derradeiro conselho de ministros da I República.
Na sua vida privada, o período em que foi Ministro da Marinha foi marcada pelos falecimentos da esposa (em 1924) e do filho mais velho, cadete na Escola Naval (1925).
Após o golpe de 28 de Maio de 1926 retoma a sua carreira no estado-maior naval, prosseguindo a publicação das suas obras sobre geoestratégia e programação militar.
Em Julho de 1931, é promovido a capitão-de-mar-e-guerra e logo nomeado para a chefia da missão naval que em Newcastle, Reino Unido, fiscalizará a construção dos navios do "Programa Naval de 1930" (construídas face às necessidades postas a nu pelas sublevações nos Açores, Madeira e Guiné).
Concluído com brilho o Curso Naval de Guerra volta ao estado-maior naval, sendo nomeado vogal do Conselho Técnico Naval e de novo envolvido no seu projecto de um novo Arsenal, que virá a ser o actual Alfeite, e no reajustamento dos serviços e Cursos Navais de Guerra às novas missões e navios. Os ministros da Guerra e da Marinha nomeiam-no então presidente da comissão que conceberá o Conselho Superior de Defesa Nacional.
Atingido pelo limite de idade em Janeiro de 1933 passa à reserva, mantendo intensa actividade literária, publicando diversos livros e artigos. Em 1935, excepcionalmente, é promovido a contra-almirante, em conjunto com Afonso de Cerqueira, outro distinto oficial naval.
Publicou diversas obras sobre temática naval e geoestratégia, incluindo numerosos artigos sobre temas navais nos Anais do Clube Militar Naval e diversos outros periódicos, com destaque para a Revista Militar, A Guerra e a Ilustração Portuguesa. O seu livro Política Internacional e Política Naval (Lisboa, 1934) é considerado como uma obra importante do pensamento estratégico português.
Tendo passado em 1941 à reforma, a saúde trai-o e leva-lhe o magro património amealhado. Faleceu em Lisboa a 3 de Novembro de 1943.
A Armada atribuiu o nome de Almirante Pereira da Silva (F 472) à primeira das três fragatas construídas (1966) em Portugal segundo o plano da classe americana Dealey. O navio foi abatido ao efectivo em 1989.